# Église Saint-Pierre-et-Saint-Paul d'Avessac
L'église Saint-Pierre-et-Saint-Paul est un édifice religieux catholique situé à Avessac dans le département de la Loire-Atlantique en France.

## Description
L'église est située au centre du bourg d'Avessac, en Loire-Atlantique.
L'église abrite trois objets protégés au titre des monuments historiques : 
- deux bénitiers datant du XVe siècle[1],[2] ;
- un buste-reliquaire représentant saint Pierre, datant probablement du XVIIe siècle[3].

## Historique
L'église est érigée en 1820 à l'emplacement d'un édifice antérieur, datant du XIIIe ou du XIVe siècle. La plus ancienne partie subsistante de l'église, la chapelle de la Vierge, daterait du XVe siècle.